# Międzynarodowa Konferencja Episkopatu Świętych Cyryla i Metodego
Międzynarodowa Konferencja Episkopatu Świętych Cyryla i Metodego CCEE (łac. Conferentia Episcoporum Internationalis SS. Cyrilli et Metodii) – międzynarodowa konferencja episkopatu zrzeszająca biskupów krajów południowych Bałkanów. W skład konferencji episkopatu wchodzą biskupi z Serbii, Czarnogóry, Macedonii Północnej i Kosowa.
Od 2016 funkcję przewodniczącego pełni arcybiskup Belgradu – László Német.

## Historia
Powołana do życia w grudniu 2004 przez papieża Jana Pawła II. Jest członkiem Rady Konferencji Episkopatów Europy.
Siedzibą sekretariatu konferencji jest Belgrad.

## Członkowie
Serbia:
- abp László Német – archidiecezja belgradzka
- bp Ferenc Fazekaš - diecezja suboticka
- bp Mirko Štefković - diecezja zrenjanińska
- bp Fabijan Svalina – diecezja srijemska
- bp Đura Džudžar – eparchia św. Mikołaja w Ruskim Krsturze

 Czarnogóra:
- abp Rrok Gjonlleshaj – archidiecezja barska
- bp Mladen Vukšić – diecezja kotorska

 Macedonia Północna:
- bp Kiro Stojanow – diecezja skopijska i Eparchia Matki Bożej Wniebowziętej w Strumicy-Skopju

 Kosowo:
- bp Dodë Gjergji – diecezja Prizrenu-Prisztiny

## Dotychczasowi przewodniczący
- Stanislav Hočevar (2004 - 2011)
- Zef Gashi (2011 - 2016)
- László Német (od 2016)